# トーラ (小惑星)
トーラ (299 Thora) は小惑星帯にある小惑星の一つ。
1890年10月6日にウィーンでヨハン・パリサによって発見され、北欧神話の雷神トールにちなんで命名された。